# 疆南星
疆南星（学名：Arum korolkowii）是天南星科疆南星属的植物。分布于伊朗、中亚地区以及中国大陆的新疆自治区等地，常生于山地岩缝或石堆中，目前尚未由人工引种栽培。